# Grup d'ambre amb dues figures
Grup d'àmbre amb dues figures, també conegut com l'Ambre Morgan és una talla d'una fíbula d'ambre, obra etrusca datada del segle v aC, d'artista desconegut. Es troba en la col·lecció del Museu Metropolità d'Art de Nova York i fa 8,4 x 14 x 3,1 cm.

## Descripció

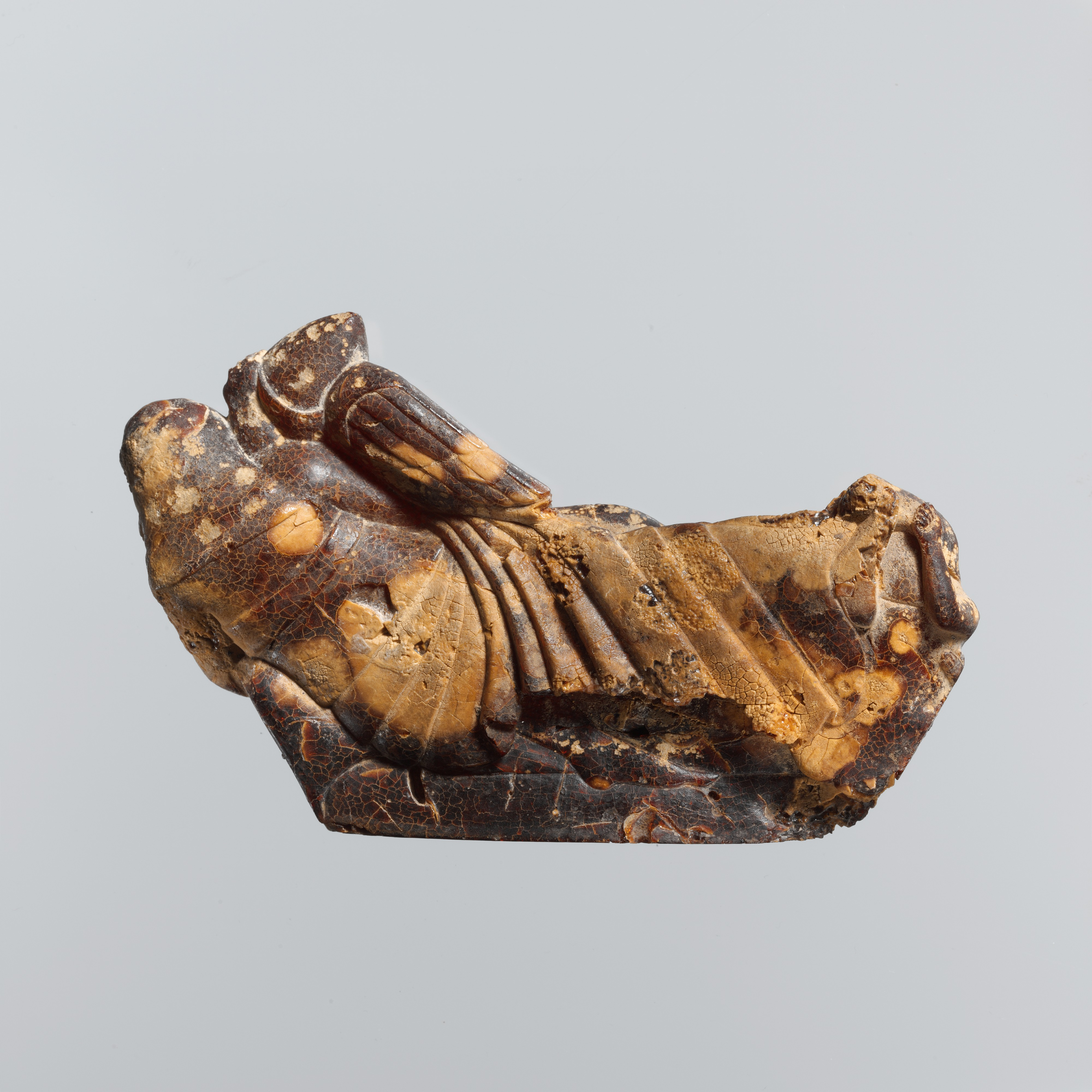
Part posterior de la fíbula.

L'obra representa una parella descansant en un sofà, amb la dona en primer pla i l'home darrere seu. Possiblement un ànec, reposa a les espatlles de la parella, i als seus peus es troba un petit servidor. Es creu que aquesta peça és un fíbula a causa dels forats en la part inferior que mostren alguns indicis que un passador de ferro podia haver estat allà. L'objecte és gran, permetent el fi treball de detall en la peça. En particular, els plecs de la roba tant en l'home com en la dona, el cabell, i el gest de la dona que sosté una ampolla de perfum o un altre oli a la seva mà dreta i amb dos dits de la mà esquerra sembla oferir al seu company. Aquest gest és visible en altres peces d'art etrusc, incloent el Sarcòfag dels esposos al Museu Nacional Etrusc de Vil·la Giulia ubicat a Roma. La representació de les parelles juntes i aparentment banquets també és comuna, i poden veure's en el fresc de la necròpoli Monterozzi de Tarquínia, com la Tomba dels lleopards i en la Tomba del Triclinium. La societat etrusca va permetre a les dones participar en banquets i la vida pública en un grau molt superior que a Grècia o Roma.
Es desconeix si la parella tallada en l'ambre és divina o simplement dos éssers humans. Andrew Richter va suggerir, el 1940, que podrien ser Turan i Atunis -versió etrusca d'Afrodita i Adonis-, ja que aquest motiu de Turan i Atunis era popular en l'art etrusc.

## Història
Tallada en ambre, aquesta fíbula està datada aproximadament del 500 aC. L'artista és anònim, i hi ha un cert debat en si la peça va ser feta pels etruscs o és d'influència de l'art etrusc. L'àmbre era un material molt popular tant en l'art grec com en l'etrusc. Els etruscs ho van usar amb freqüència sobretot en l'art funerari.
La fíbula va ser donada al Museu Metropolità d'Art de Nova York el 1917 per J. Pierpoint Morgan. Se suposa que es va trobar a Falconara Marittima, a prop d'Ancona, en la costa adriàtica d'Itàlia. El Museu Metropolità, en el seu informe anual de l'art, des del moment de l'adquisició es limita a descriure la peça com un «Grup d'ambre de dues figures recolzades» i com a part d'una donació més gran realitzada per Morgan.